# João de Meneses, Alcaide-mor de Albufeira
D. João de Meneses, o Púcaro (Tânger ? C. 1520 - Albufeira ? depois de 1557) Senhor de Tarouca, Comendador e Alcaide-mor de Albufeira, fronteiro em Tânger, capitão de Tânger

## Tânger
Nasceu provavelmente em Tânger, que seu pai D. Duarte de Meneses governava à data do seu nascimento, como depois nasceu seu próprio filho, outro Duarte. 
Aí voltou em 4 de Outubro de 1536, data em que seu pai tomou pela segunda vez possessão do governo de Tânger. Era seu filho primogénito.
Foi nos primeiros tempos fronteiro na cidade, tornando-se seu capitão quando seu pai decidiu voltar para o reino, entregando-lhe o governo em 1° de Janeiro de 1539, mas aí ficando até Março .
Ao princípio do seu governo estava-se oficialmente em paz, mas havendo algumas escaramuças de parte e outra, afinal, o rei de Fez escreveu uma carta onde anulava as pazes,  carta que foi lida publicamente na catedral em 7 de Outubro de 1543.
Em 11 de Novembro desse mesmo ano, juntou-se D. João com D. Manuel Mascarenhas, capitão de Arzila. Entraram  por terra de mouros e fizeram cento e trinta prisioneiros, e levaram mil cabeças de gado, sem encontrar resistência. 
Pouco dias depois, cerca da porta da traição,  que era a porta que dava sobre a praia, entraram alguns mouros  na fortaleza de Tânger, por uma escada que trouxeram. Não foram ouvidos e levaram a sentinela. Devido a este acontecimento, que já tinha ocurrido outra vez, "fez-se uma muralha, desde o castelo até o mar, com uma torre no meio, para assegurar esta parte e deixar dentro um parapeito, que se arruinou com o tempo".
Poucos dias depois chegou à cidade D. Francisco Coutinho com sua mulher e família, desterrado pelo rei D. João III, até que le perdoasse de alguma coisa que ignoramos, e de ali passou para Arzila.
Existe uma carta datada de 13 de Junho de 1545, de D. Manuel Mascarenhas, capitão de Arzila a el-rei D. João III, onde diz que : "as boas novas que lhe trouxe de Fez Jacó Rute fez-lhe aceitar o desejo de D. João de Meneses, capitão de Tânger, que lhe cometera irem entrar ambos; e em 15 de maio último foram tomar uma aldeia principal do alcaide de Alcácer, que se chama Bugiham, onde fizeram grande presa, mas não sem algumas perdas dos cristãos, por culpa do capitão de Tânger.
Sucedeu a D. João Francisco Botelho, que tomou posse do governo em 3 de Março de 1546, e D. João partiu para o reino.

## Descendência
Casado 1.ª vez com D. Luísa de Castro (c. 1525), filha dos 3º Condes de Monsanto e tiveram:
|  | Nome                                      | Nascimento                   | Morte                 | Cônjuge (datas de nascimento & morte) e filhos             |
|  | Duarte de Meneses, 14.º vice-rei da Índia | 6 de dezembro de 1537 Tânger | 4 de maio de 1588 Goa | Casado ??, Leonor da Silva (15??–15??); 3 filhos, 3 filhas |

- Duarte de Meneses, 14.º vice-rei da Índia,
- D. Pedro de Meneses, "que acompanhou ElRey Dom Sebastião à Africa, e foy cativo na batalha ; e sendo resgatado, seguiu ao senhor D. António, Prior do Crato, pelo que foy prezo, e mandado para Castela, onde morreo ; havendo casado com D. Mayor de Almeida, filha de António Lopes de Bulhão, e de D. Leonor de Almeida, sem successão"[4];
- e D. Inês de Castro (c. 1550), casada com Lourenço da Silva, 7.º Senhor de Vagos.

Casou uma segunda vez, com D. Maria de Noronha (c. 1525), de quem não houve sucessão.